# 2 Karo Meksykańskie
2♦️️ Meksykańskie – brydżowa konwencja licytacyjna opracowana przez George'a Rosenkranza, jest integralną częścią systemu Romex, zarówno w jego wersji „naturalnej” jak i silnotreflowej.
Otwarcie to obiecuje:
- 21-22PH, układ zrównoważony, zazwyczaj 7 kontroli (as = 2, król = 1),
- 27-28PH, układ zrównoważony, zazwyczaj 10 kontroli
- rękę forsującą do końcówki z najwyżej dwoma lewami przegrywającymi, albo dowolną jednokolorówkę, albo układ dwukolorowy z karami,
- rękę forsującą do końcówki z najwyżej trzema lewami przegrywającymi i dowolnym układem 4-4-4-1.

Istnieje kilka wersji schematu odpowiedzi po tym otwarciu, najprostszy pochodzi z książki „Bid To Win, Play For Pleasure”:
- 2♥️️   0-4 PH
- 2♠️   5-10PH Forsuje do końcówki
- 2BA  11+  PH Forsuje do końcówki, bardzo prawdopodobny szlemik

Po tych odpowiedziach otwierający ma do dyspozycji następujące rebidy:
- BA bez przeskoku – 21-22 z układem zrównoważonym
- BA z przeskokiem – 27-28 z układem zrównoważonym
- 3♣️ – układ jednokolorowy z karami
- 3♦️️ – układ dwukolorowy z karami
- 3♥️️ – 1=4=4=4
- 3♠️ – 4=4=4=1
- 4♣️ – 4=4=1=4
- 4♦️️ – 4=1=4=4

W „Godfrey's Bridge Challenge” Rosenkranz zaproponował inny schemat odpowiedzi:
- 2♥️️   0-10PH Mało prawdopodobny szlemik
- 2♠️  10+  PH Prawdopodobny szlemik, zazwyczaj 3+ kontrole (2 kontrole dopuszczalne z krótkością)
- 2BA   0-3 PH 6+ trefli bez starszej czwórki
- 3♣️   0-3 PH 6+ kar bez starszej czwórki
- 3♦️️   0-3 PH 5+ kierów bez czterech pików
- 3♥️️   0-3 PH 5+ pików bez czterech kierów

Rebidy otwierającego po 2♥️️/♠️ jak powyżej (z wyjątkiem 2♦️️-2♥️️-2♠️ – pokazuje dwukolorówkę karowo-pikową).
W następnej książce o Romeksie („Godfrey's Stairway To The Stars”) została zaprezentowana jeszcze inna wersja:
- Pas         Bezwartościowa ręka z longerem karowym
- 2♥️️   0-9 PH Mało prawdopodobny szlemik, zazwyczaj mniej niż cztery kiery
- 2♠️  10+  PH Prawdopodobny szlemik, zazwyczaj 3+ kontrole
- 2BA  0-3 PH 6+ trefli bez starszej czwórki lub oba kolory starsze
- 3♣️          „Stayman”, 4 kiery (możliwy układ 5-4 w starszych) brak zainteresowanie szlemikiem
- 3♦️️   0-3 PH 5+ kierów bez czterech pików
- 3♥️️   0-3 PH 5+ pików bez czterech kierów
- 3♠️          4=4=4=1, 3+ kontrole
- 3BA         4=4=1=4, 3+ kontrole
- 4♣️          4=1=4=4, 3+ kontrole
- 4♦️️          1=4=4=4, 3+ kontrole

Rebidy otwierającego jak wyżej, z wyjątkiem sekwencji po odpowiedzi 3♣️
- 3♦️️  4+ piki
- 3♥️️  3 kiery, mniej niż 4 piki
- 3BA  Do gry
- 4♥️️  Do gry

Ostateczna wersja tej konwencji została opublikowana w ostatniej jak do tej pory książce o Romeksie – „Godfrey's Angels”
- Pas         Bezwartościowa ręka z longerem karowym
- 2♥️️   0-9 PH Mało prawdopodobny szlemik, zazwyczaj mniej niż cztery kiery
- 2♠️  10+  PH Prawdopodobny szlemik, zazwyczaj 3+ kontrole
- 2BA  0-3 PH 6+ trefli bez starszej czwórki lub oba kolory starsze
- 3♣️          „Stayman”, przynajmniej 4-4 w kolorach starszych, brak zainteresowania szlemikiem
- 3♦️️   0-9 PH 5+ kierów bez czterech pików
- 3♥️️   0-3 PH 5+ pików bez czterech kierów, chęć gry 3♠️
- 3♠️          Zrównoważona ręka bez ambicji szlemikowych, 4 kiery, mniej niż cztery piki
- 3BA         Przynajmniej 5-5 w kolorach starszych bez ambicji szlemikowych
- 4♣️          6+ kierów, sign-off w 4♥️️
- 4♦️️          6+ pików, sign-off w 4♠️